# Isola di Scott-Keltie
L'isola di Scott-Keltie (in russo Остров Скотт-Келти, ostrov Skott-Kelti) è una piccola isola russa che fa parte dell'arcipelago della Terra di Francesco Giuseppe, nell'Oceano Artico. Amministrativamente fa parte dell'oblast' di Arcangelo.
L'isola si trova a 2,5 km da capo Sedov, di fronte alla baia Tichaja, sul lato occidentale dell'isola di Hooker. Ha una lunghezza di 7,5 km ed è larga 4 km, l'altezza massima è di 64 m. Vi sono due corsi d'acqua; un piccolo lago si trova nella sua parte orientale e altri due nella zona nord-occidentale.
L'isola di Scott-Keltie è stata così chiamata in onore del geografo scozzese sir John Scott Keltie (1840–1927) della Royal Geographic Society.

## Isole adiacenti
- A nord dell'isola di Scott-Keltie, a 1,5 km, si trova l'isola di Mërtvogo Tjulenja o Isola della foca morta (Остров Мёртвого Тюленя, ostrov Mërtvogo Tjulenja), un isolotto di 250 m (80°22′05.99″N 52°24′51.01″E).
- Isola di Eaton (Остров Итон, ostrov Iton), 12 km ad ovest della terra dei Giunzijantini.